# Sclerosperma
Genre
Classification phylogénétique
Espèces de rang inférieur
- Sclerosperma mannii
- Sclerosperma walkeri
- Sclerosperma profizianum

Sclerosperma est un genre de la famille des Arecaceae (Palmiers), comprenant des espèces natives de l'Afrique tropicale.

## Classification
- Sous-famille des Arecoideae
  - Tribu des Sclerospermeae[1]

## Espèces
- Sclerosperma mannii H.Wendl.,               Trans. Linn. Soc. London 24: 427 (1964).
- Sclerosperma walkeri A.Chev.,               Rev. Bot. Appl. Agric. Trop. 11: 237 (1931).
- Sclerosperma profizianum Valk. & Sunderl.,  Kew Bull. 63: 82 (2008).